# Alepidocline trifida
Alepidocline trifida (лат.) — вид цветковых растений рода Alepidocline трибы Millerieae подсемейства Астровые (Asteroideae) семейства Астровые, или Сложноцветные (Asteraceae). Эндемик юго-западной Мексики.

## Таксономия
Этот вид известен только по типовой коллекции (примерно 125 км от города Оахака, штат Оахака, Мексика). В 1990 году ботаник Билли Ли Тёрнер отнёс вид к роду Alepidocline по признаку, который лучше всего объединяет виды этого рода, — это хохолок, поскольку у всех есть очень тонкие линейно-ланцетные чешуйки хохолка, прикреплённые к кругу из мелких гнезд, отсюда и происхождение родового названия Alepidocline (комбинация греческих слов, обозначающих «ложе» и «чешуя»).

## Описание
Однолетнее ветвящееся травянистое растение высотой до 1 м. Длина листьев — до 11 см. Листья супротивные, черешковые, продолговато-яйцевидные, в основании коротко суженные, на вершине заострённые, по краю пильчатые. Соцветие — корзинка диаметром до 22 мм. Каждая корзинка содержит от 5 до 15 белых (иногда с пурпурной нижней стороной) язычковых цветков, окружающих до 100 жёлтых дисковых цветков. Хромосомный набор 2n = 16.

## Ареал
Встречается только в штате Оахака на юго-западе Мексики.